# Estońskie oddziały bezpieczeństwa
Estońskie Oddziały Bezpieczeństwa (niem. Estnische Sicherungsgruppe, est. Eesti Julgestusgruppe) – ochotnicze oddziały zbrojne złożone z Estończyków podczas II wojny światowej.

## Historia
Podczas zajmowania terytorium Estonii przez wojska niemieckie już pod koniec sierpnia 1941 r. Niemcy zaczęli formować spośród Estończyków oddziały bezpieczeństwa zwane Estnische Sicherungsgruppe. Powstawały one na obszarach działań 16 i 18 Armii. Członkowie tych oddziałów podpisywali 1-roczne kontrakty wojskowe. Ogółem do lutego 1942 r. utworzono sześć Sicherungsgruppen (od nr 181 do nr 186) oraz oddział rezerwowo-szkoleniowy w Narwie. Dowódcą 181 Oddziału Bezpieczeństwa był mjr August Vask, 182 – kpt. Richard Tammemägi, 183 – mjr H. Elram, 185 – mjr Julius Ellandi. Dwie kompanie spośród 183 i 184 Sicherungsgruppe działały samodzielnie. Oddziały bezpieczeństwa liczyły ok. 4 tys. ludzi. Na ich czele stali przedwojenni oficerowie estońskiej armii, którym byli przydzieleni niemieccy oficerowie łącznikowi. Członkowie oddziałów rekrutowali się głównie z Omakaitse. Formowanie dalszych oddziałów przerwał rozkaz Adolfa Hitlera.
Do ich zadań należała ochrona dróg, linii kolejowych i innych obiektów o charakterze militarnym, konwojowanie sowieckich jeńców wojennych, wyszukiwanie i wyłapywanie ukrywających się czerwonoarmistów oraz zwalczanie rodzącej się partyzantki. Administracyjnie oddziały bezpieczeństwa podlegały niemieckim dowódcom obszarów tyłowych (Kommandeur des rückwärtigen Armeegebiets, zwanych w skrócie Korück), zaś operacyjnie dowództwom poszczególnych dywizji Wehrmachtu. Zostały one rozformowane w listopadzie 1942 r., po czym na ich bazie utworzono trzy Bataliony Wschodnie o nr 658, 659 i 660 oraz 657 Kompanię Wschodnią.